# Alexandre-Théophile Vandermonde
Alexandre-Théophile Vandermonde, född 28 februari 1735 i Paris, död där 1 januari 1796, var en fransk matematiker, musiker och kemist. 
Vandermonde var violinist och började arbeta med matematik runt 1770. Han arbetade bland annat tillsammans med Bézout och Lavoisier. Han sysselsatte sig med eliminationsteorin samt transformationer av enklare former. Han skrev även om ett nytt harmonisystem, tillämpligt på dåtidens musik (1781). Vandermonde är speciellt associerad med determinantteori. Inom linjär algebra kallas en matris vars rader beskriver geometriska följder för en Vandermondematris.
Han var professor vid École normale supérieure i Paris. 1771–1793 var han ledamot av franska vetenskapsakademien och från 1795 av Institut de France. Efter Jacques de Vaucansons död 1782 förestod Vandermonde dennes samlingar, som senare kom att införlivas med Conservatoire national des arts et métiers.